# 小叶兜兰
小叶兜兰（学名：Paphiopedilum barbigerum），为兰科兜兰属下的一个植物种。